# تومتر
تومتر هي قرية في مقاطعة أرومية، إيران. عدد سكان هذه القرية هو 685 في سنة 2006.